# Vostok 1
Vostok 1 var den første bemandede flyvning i Vostok-programmet og dermed den første rumflyvning. Kosmonauten om bord, Jurij Gagarin, blev det første menneske der kom i kredsløb om Jorden.

## Højdepunkter
Gagarin rejste en gang rundt om Jorden på 108 minutter.
Selve flyvningen blev gennemført under automatisk kontrol, da man var usikker på menneskets evne til at fungere i vægtløs tilstand.
Gagarin blev skudt ud fra rumkapslen i 7 km højde og landede i faldskærm, da kapslens landing var for voldsom for et menneske. Dette blev hemmeligholdt i en årrække, mens den officielle "historie" var at Gagarin sad inde i Vostok da den landede – Sovjetterne var bange for at flyvningen ikke ville blive "godtaget" som en "komplet", bemandet flyvning.

## Besætning
- Jurij Gagarin

Reservepilot
- German Titov

## Kaldenavn
Кедр (Kedr – Sibirsk fyr)

## Tid og sted
- Affyring: 12. april 1961 kl.06:07 UTC, Bajkonur-kosmodromen LC1, 45° 55' 00" N – 63° 20' 00" Ø
- Landing: 12. april 1961 kl.07:55 UTC, 51° N, 46° Ø
- Varighed: 1 time 48 minutter
- Antal kredsløb: 1

## Nøgletal
- Masse: 4.725 kg
- Perigæum: 169 km
- Apogæum: 315 km
- Banehældning: 64,95°

## Efterskrift
Vostok-kapslen er udstillet på RKK Energia Museet i Kaluga.
| Rumfart | Spire Denne artikel om rumfart er en spire som bør udbygges. Du er velkommen til at hjælpe Wikipedia ved at udvide den. |